# ブリュッセル首都圏交通T7900形電車
T7000形は、ベルギーの首都・ブリュッセルで路面電車（ブリュッセル市電）を始めとした公共交通機関を運営するブリュッセル首都圏交通が所有する電車。アメリカ合衆国で開発された高性能の路面電車車両であるPCCカーの技術を用いた車両である。

## 概要
ブリュッセル市電に残存していた二軸車および戦前製の車両を基にした車体更新車の置き換えのため、1977年から1978年まで61両（7901 - 7961）が製造された形式。編成は3車体連接車で、車体両側面に乗降扉を有する両運転台車両である。2車体連接車のT7700形・T7800形を基に設計が行われたが、ガラスや前照灯など前面デザインが変更された他、内装も快適性が向上するよう座席配置が変更された。
主要機器はアメリカ合衆国で開発されたPCCカーの技術が用いられており、T7900形は1951年に製造が開始されたT7000形から始まったブリュッセルのPCCカー最後の形式となった。
2006年以降は塗装変更を含めた更新工事が行われ、2019年4月現在T7700形・T7800形と共に6つの系統（39、44、51、81、93、97系統）で運用に就いている。同年9月の時点では全車とも在籍しているが、今後は超低床電車の増備に伴う廃車の開始が検討されている。

## 関連項目

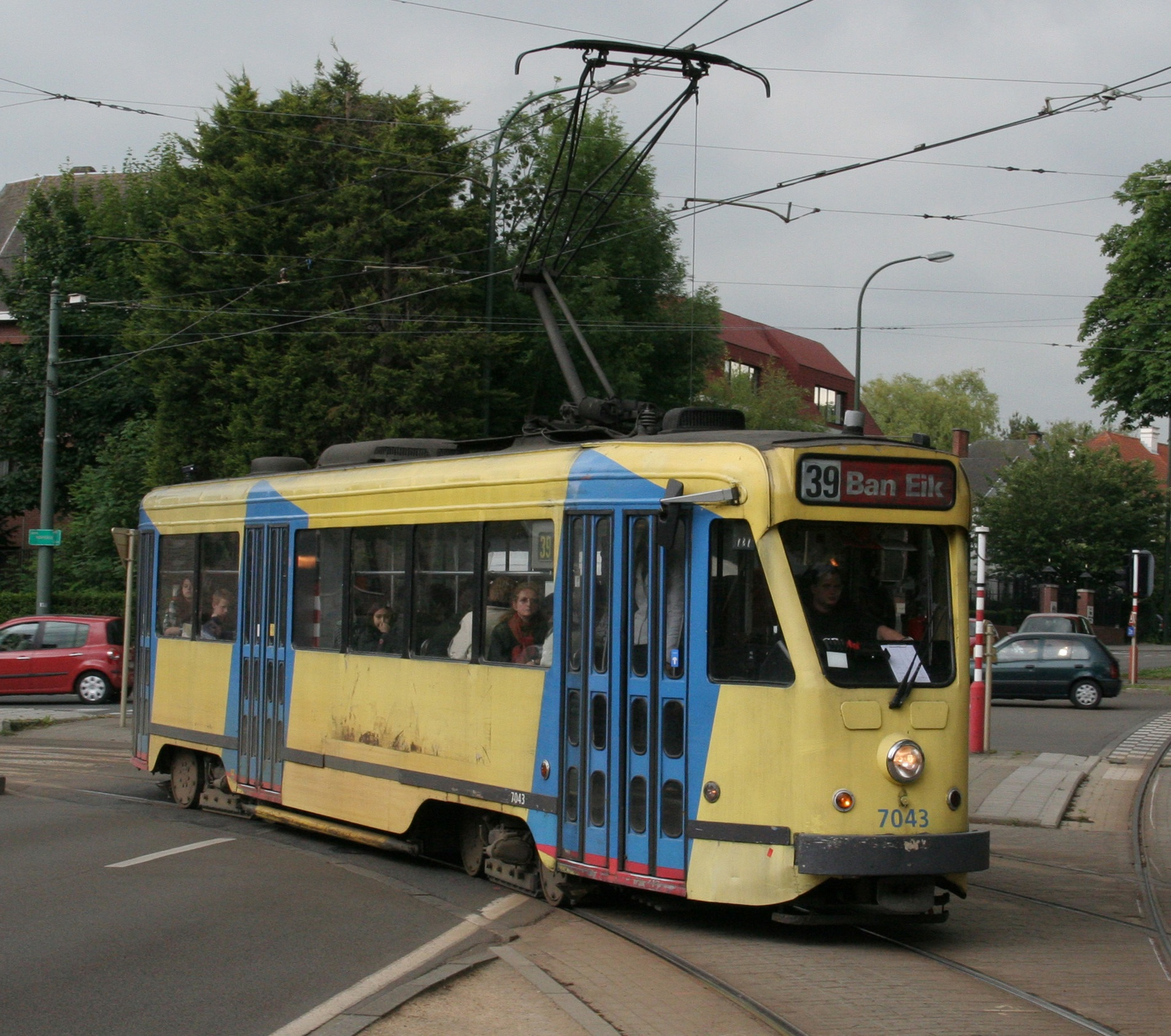
T7000形
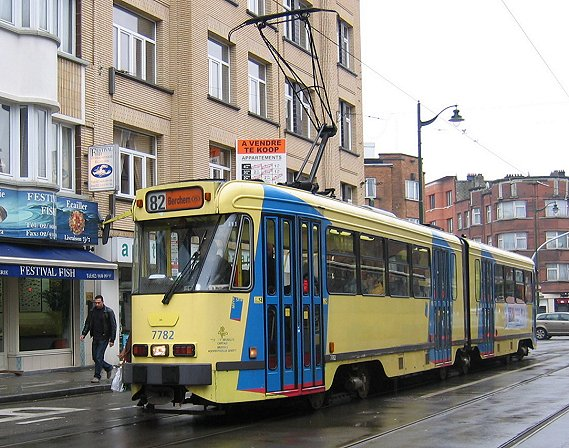
T7500形・T7700形・T7800形